# ЛОКК-перетворення

ЛОКК-парадигма: частини системи не можуть когерентно обмінюватися частинками. Дозволені лише локальні операції над частинами системи та класичний зв'язок між ними.

ЛОКК-перетворення, або Локальні Операції і Класична Комунікація (англ. Local Operations and Classical Communication, LOCC) — клас перетворень у квантовій теорії інформації, в рамках якого дозволене виконання локальних операцій над частиною квантової системи, результат яких може бути переданий класично до іншої частини системи (над якою, взагалі кажучи, теж можуть бути виконані локальні операції). Характерним прикладом подібної квантової системи є задача розрізнення двох пар Белла:
{\displaystyle |\psi _{1}\rangle ={\frac {1}{\sqrt {2}}}\left(|0\rangle _{A}\otimes |0\rangle _{B}+|1\rangle _{A}\otimes |1\rangle _{B}\right),}
{\displaystyle |\psi _{2}\rangle ={\frac {1}{\sqrt {2}}}\left(|0\rangle _{A}\otimes |1\rangle _{B}+|1\rangle _{A}\otimes |0\rangle _{B}\right).}
Нехай Аліса і Боб розділяють систему двох заплутаних кубітів, що знаходиться в одному із двох станів Белла; причому перший кубіт залишається в Аліси, а інший віддається Бобові. Припустимо, що Аліса виконує вимірювання над першим кубітом і отримує результат 0. Але ми досі не можемо сказати, яку з пар Белла мають Аліса і Боб. Аліса за допомогою класичного каналу передає результат Бобові, а Боб виконує вимірювання над своїм кубітом, також отримуючи 0. Тепер Боб знає, що оскільки загальним результатом вимірювання є {\displaystyle |0\rangle _{A}\otimes |0\rangle _{B}}, то система знаходилася у стані {\displaystyle |\psi _{1}\rangle }.
Тобто, такі вимірювання виконуються у {\displaystyle \mathbb {C} ^{2}\otimes \mathbb {C} ^{n}}, що різко контрастує з нелокальними або переплутаними вимірюваннями, які виконуються у {\displaystyle \mathbb {C} ^{2n}}.

## Перетворення заплутаності
Нехай Аліса і Боб мають заплутану пару кубітів у стані {\displaystyle |\psi \rangle }, які необхідно перетворити на інший заплутаний стан {\displaystyle |\varphi \rangle } із використанням лише ЛОКК-перетворень. Необхідно зрозуміти, на які заплутані стани {\displaystyle |\varphi \rangle } клас ЛОКК дозволяє перетворити стан {\displaystyle |\psi \rangle }.
Розглянемо дві частинки у гільбертовому просторі розмірності {\displaystyle d}, що знаходяться у станах {\displaystyle |\psi \rangle } та {\displaystyle |\varphi \rangle }, які можна розкласти за Шмідтом наступним чином:
{\displaystyle |\psi \rangle =\sum _{i}{\sqrt {\lambda _{i}}}|i_{A}\rangle \otimes |i_{B}\rangle ,}
{\displaystyle |\varphi \rangle =\sum _{i}{\sqrt {\lambda _{i}'}}|i_{A}'\rangle \otimes |i_{B}'\rangle ,}
де коефіцієнти {\displaystyle {\sqrt {\lambda _{i}}}} відомі як коефіцієнти Шмідта. Якщо вони розташовані за порядком від найбільшого до найменшого (тобто, {\displaystyle \lambda _{1}>\lambda _{d}}), то стан {\displaystyle |\psi \rangle } може бути перетворений на стан {\displaystyle |\varphi \rangle } із використанням тільки локальних операцій тоді і лише тоді, коли для всіх {\displaystyle k} з {\displaystyle 1\leq k\leq d}
{\displaystyle \sum _{i=1}^{k}\lambda _{i}\leq \sum _{i=1}^{k}\lambda _{i}'.}
У більш стислій формі:
{\displaystyle |\psi \rangle \rightarrow |\varphi \rangle \quad \Leftrightarrow \quad \lambda \prec \lambda '.}
Ця умова сильніша від неможливості збільшення заплутаності за допомогою лише локальних операцій.
Може статися, що жодний набір коефіцієнтів Шмідта не мажорує інший, тоді перетворення між заданими {\displaystyle |\psi \rangle } та {\displaystyle |\varphi \rangle } у жодному напрямку неможливе. Для великих {\displaystyle d}, в загальному випадку (коли жоден коефіцієнт Шмідта не дорівню нулю), ймовірність мажорування одним набором коефіцієнтів іншого стає нехтовно малою. Тому для великих {\displaystyle d} можливість ЛОКК-перетворення між двома довільними станами малоймовірна.